# Agrothereutes alutarius
Agrothereutes alutarius là một loài tò vò trong họ Ichneumonidae.